# Fitoterapia china con plantas europeas
La fitoterapia china con plantas europeas es una disciplina basada en la fitoterapia china. La fitoterapia china es una de las principales especialidades técnicas de la medicina tradicional china (M.T.Ch), juntamente con la acupuntura. Ambas técnicas suelen trabajarse paralelamente en Asia ya que estas se complementan perfectamente. La fitoterapia desempeña un papel primordial en los síndromes de Vacío (Xu Zheng) y la acupuntura en los síndromes de plenitud (Shi Zheng). Como en la mayoría de los casos se presentan síndromes mixtos, se suele trabajar a la vez la acupuntura y la fitoterapia china.
Según tendencias modernas de la fisiología energética humana, se considera que es muy positivo utilizar plantas que crezcan y se desarrollen en el ecosistema, clima y localización más próxima al lugar donde la persona que las va a consumir ha nacido y vive.[cita requerida] Por este motivo, diversos investigadores llevan años estudiando plantas de las latitudes más occidentales que puedan utilizarse según los patrones de la medicina tradicional china; es decir, teniendo en cuenta:
- Toda la base teórica de la fisiología y patología de la M.T.Ch.
- Los síndromes de la M.T.Ch.
- Las propiedades de las plantas según la M.T.Ch.

1. Naturaleza: fría, fresca, neutra, tibia, caliente
2. Sabor: amarga, ácida, dulce, picante o salada
3. Tropismo: H, VB, C, ID, MC, TR, BP, E, P, IG, R, V

Cabe decir que esta nueva disciplina que estudia las plantas tradicionales europeas según la M.T.Ch está en sus primeros pasos, respecto a la farmacopea clásica china que tiene siglos de antigüedad. Pero realmente el término “nuevo” no es totalmente correcto. Parece ser que en la antigüedad, Hipócrates de Cos y Paracelso utilizaban las plantas de una forma parecida a la M.T.Ch. Tenían una forma muy similar a la china de entender y estudiar tanto la salud como las alteraciones de esta.
Expresiones como calor de hígado, calor de piel, fuego de 2º grado, ataque de viento, etc, eran comunes. En función de esos síndromes daban las plantas teniendo en cuenta sus naturalezas, sabores y tropismos; si las habían recogido cuando soplaba viento del este, en día de sol o luna llena. Pero esos conocimientos se fueron perdiendo en pos de la visión galénica de la medicina. Por lo que esta “nueva” tendencia pretende ser un “renacimiento” de un conocimiento olvidado, al igual que pretenden hacer los estudiosos de la spagyria.
Es cierto que aún hay muchas plantas a las que no se les ha encontrado su sustituto perfecto; y que aunque se hayan encontrado de otras muchas, las plantas chinas suelen tener una mayor potencia de acción. Pero este “nuevo” campo de estudio puede hacer que la fitoterapia china sea más cercana a los occidentales, y que sus plantas puedan actuar (energéticamente) con una mayor sinergia en los habitantes de las latitudes occidentales.